# Barbara Morgan
Barbara Radding Morgan, född 28 november 1951 i Fresno, Kalifornien, är en före detta amerikansk astronaut. Hon är känd som deltagare i NASA:s projekt lärare i rymden. Hon slutade arbeta vid NASA i juli 2008 för en karriär inom läraryrket.

## Familjeliv
Morgan är gift med Clayton Michael "Clay" M. Morgan och tillsammans har de sönerna Adam och Ryan.

## Karriär
Morgan var lärare vid McCall-Donnell School, McCall, Idaho och blev uttagen till NASAs program lärare i rymden 19 juli 1985. Hon tränade tillsammans med Christa McAuliffe inför detta uppdrag. McAuliffe blev uttagen till primärbesättningen och Morgan blev hennes backup.
Morgan blev 4 juni 1998 uttagen till astronautgrupp 17 vilket medförde att hon blev fullvärdig astronaut.
12 december 2002 kungjorde Sean O'Keefe, högsta chef inom NASA, att Morgan skulle göra sin första färd med STS-118 i november 2003 till den internationella rymstationen ISS. 
Efter haveriet med Columbia/STS-107 sköts denna färd upp och ägde istället rum 8 augusti - 21 augusti 2007.

## Rymdfärder
- Morgan var backup till Christa McAuliffe till färden med STS-51-L/Challanger som havererade under uppfärden.
- Endeavour - STS-118